# 709e Infanteriedivisie (Duitsland)
De Duitse 709e Infanteriedivisie (Duits: 709. Infanterie-Division) was een Duitse infanteriedivisie tijdens de Tweede Wereldoorlog. De divisie werd opgericht op 2 mei 1941. Het werd aanvankelijk opgericht voor bezettingswerkzaamheden in Frankrijk. Ook bevond de divisie zich tijdens zijn gehele bestaan in dit land. Tijdens de geallieerde invasie in Normandië was de divisie gelegerd in het oostelijke en noordelijke deel van de Cotentin schiereiland in Normandië. In dit gebied bevonden zich onder andere Cherbourg en Utah Beach. Tijdens de Slag om Cherbourg, op 30 juni 1944, werden de laatste troepen van de divisie vernietigd. Formeel werd de divisie op 26 juli 1944 opgeheven. De divisie stond tijdens de Slag om Normandië onder leiding van Karl-Wilhelm von Schlieben en bestond voornamelijk uit afgekeurde Duitse soldaten en troepen uit het oosten.